# بازی‌های ویدئویی در ایالات متحده

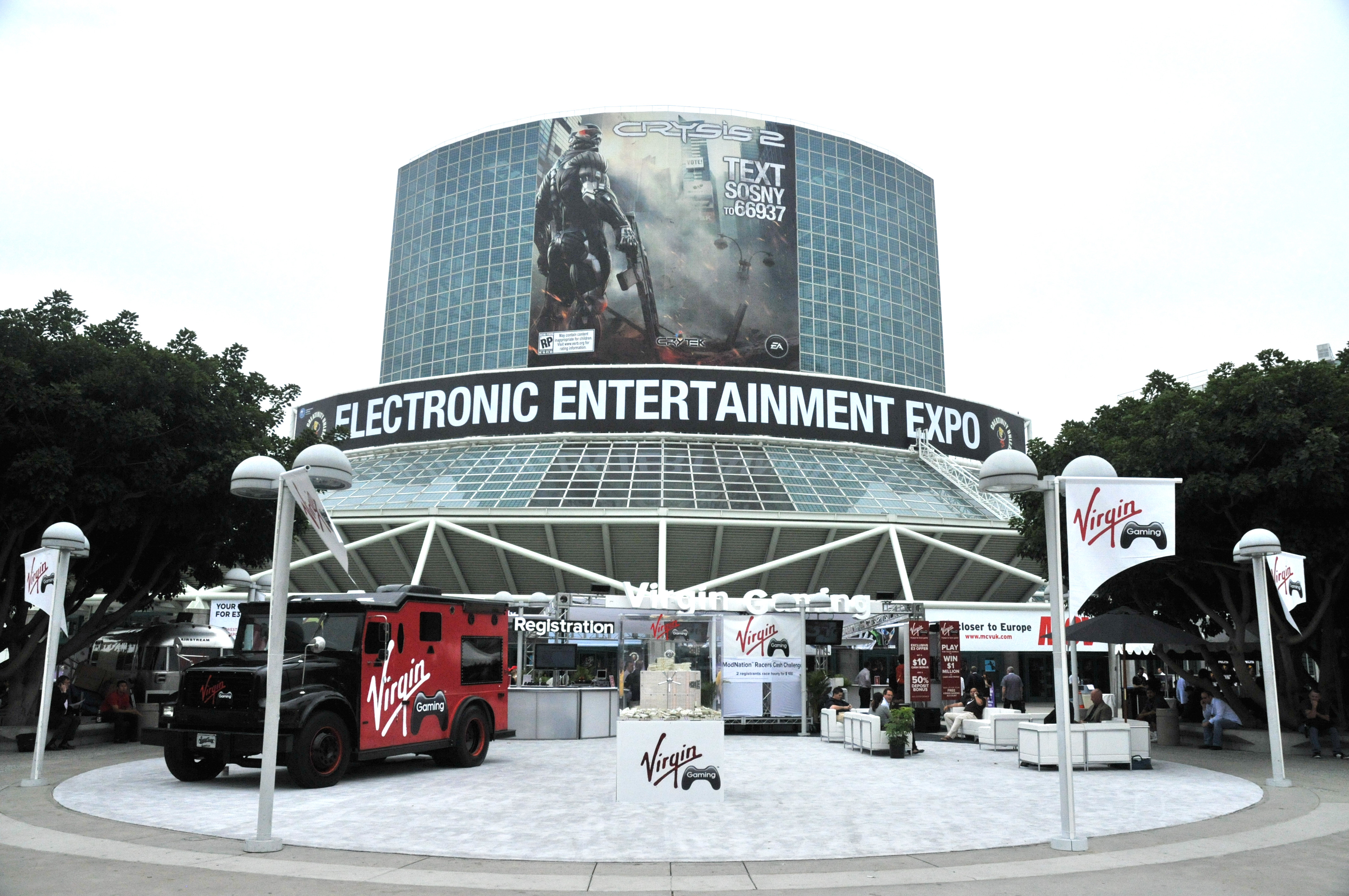
نمایشگاه رسانه و تجارت ای۳ در مرکز گردهمایی لس آنجلس

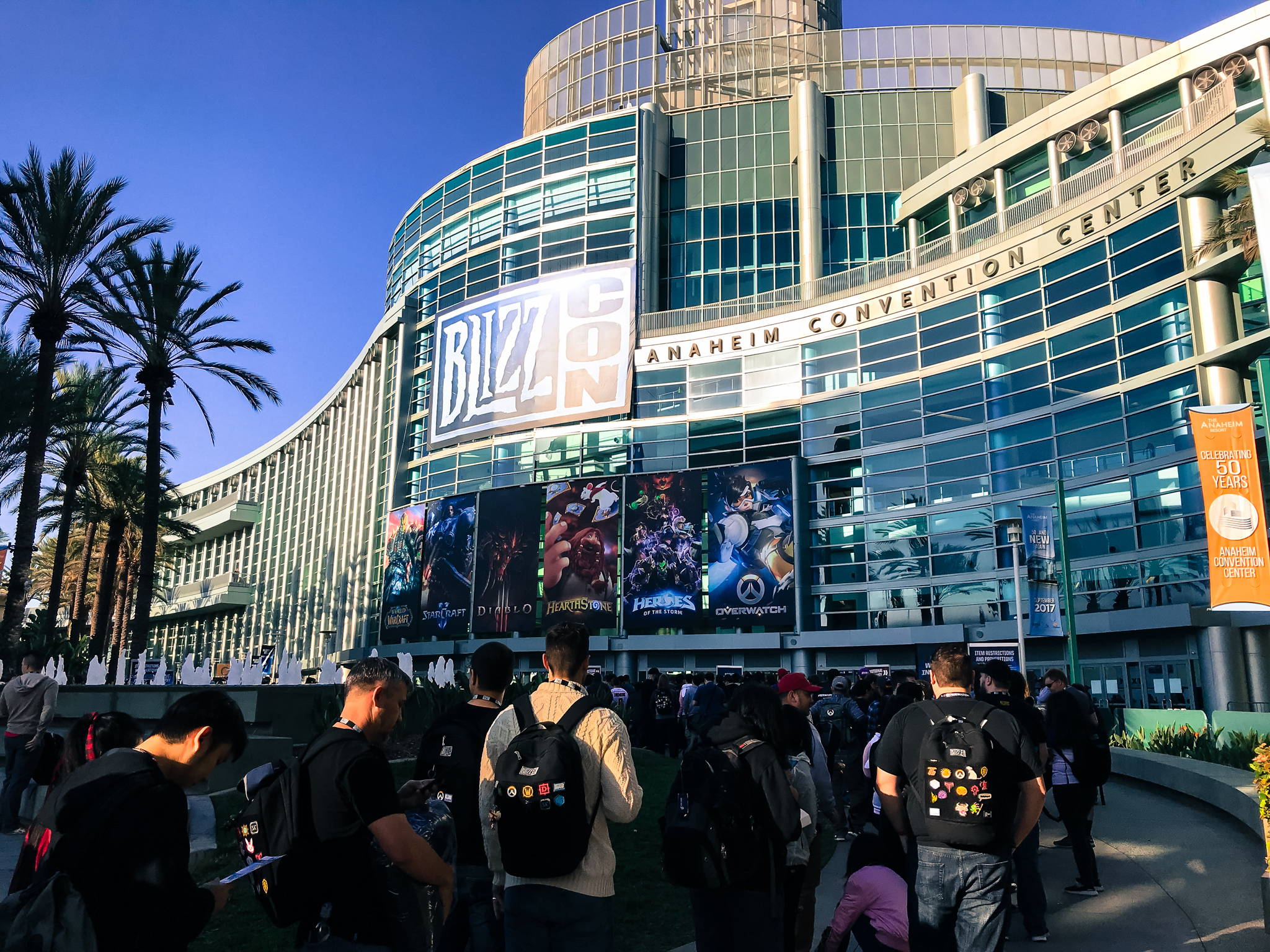
بلیزکان سال ۲۰۱۷

بازی‌های ویدئویی در ایالات متحده (انگلیسی: Video games in the United States) بازی‌های ویدئویی یکی از سرگرمی‌های به سرعت در حال رشد در ایالات متحده است. صنعت بازی ویدئویی آمریکا یکی از بزرگ‌ترین صنعت بازی‌های ویدئویی در جهان است. بر اساس مطالعه‌ای که در سال ۲۰۲۰ توسط انجمن نرم‌افزار سرگرمی منتشر شد، خروجی اقتصادی سالانه صنعت بازی‌های ویدئویی در آمریکا در سال ۲۰۱۹ بالغ بر ۹۰/۳ بیلیون دلار بوده‌است که باعث پشتیبانی از بیش از ۴۲۹۰۰۰ شغل فرعی در این کشور بوده‌است. چنانچه میانگین پایهٔ حقوق سالانهٔ حدود ۱۲۱۰۰۰ دلار را در نظر بگیریم، باید متوجه بود که با چنین درآمدی، بیش از ۱۴۳۰۰۰ نفر به‌طور مستقیم در تجارت بازی‌های ویدئویی استخدام می‌شوند. علاوه بر این، فعالیت‌های مرتبط با کسب‌وکارهای بازی‌های ویدئویی سالانه ۱۲/۶ میلیارد دلار مالیات فدرال، ایالتی و محلی عایدی ایجاد می‌کند
مجمع جهانی اقتصاد تخمین می‌زند که تا سال ۲۰۲۵ صنعت بازی آمریکا به ۴۳/۳ میلیارد دلار خواهد رسید در حالی که صنعت بازی در سراسر جهان، احتمالاً به رقمی معادل ۲۷۰ میلیارد دلار خواهد رسید. ناشران عمده که مقر آنها در ایالات متحده است عبارت هستند از سونی اینتراکتیو انترتینمنت، مایکروسافت گیمینگ (متشکل از ایکس‌باکس گیم استودیوز، بتزدا سافت‌ورکز و اکتیویژن بلیزارد) الکترونیک آرتس، تیک-تو اینتراکتیو، اپیک گیمز، شرکت ولو، سرگرمی تعاملی برادران وارنر، رایت گیمز و سایرین.
رویدادهای بزرگ بازی‌های ویدئویی مانند نمایشگاه رسانه و تجارت ای۳، بلیزکان، کواک کان، سامر گیم فست و پکس هر ساله در ایالات متحده برگزار می‌گردد. برای سال‌های متمادی، از ای۳ به دلیل اهمیت و تأثیری که دارد، تحت عنوان بزرگ‌ترین نمایشگاه بازی سال یاد می‌شود. بنا بر آمارهای جمع‌آوری شده توسط ESA برای سال ۲۰۱۲ بالغ بر ۵۸٪ از آمریکایی‌ها بازی‌های ویدئویی انجام می‌دهند و یک خانوادهٔ متوسط آمریکایی، امروزه دست‌کم یک کنسول بازی به همراه رایانه شخصی و گوشی‌های هوشمند دارند. خانواده‌هایی که این اقلام را دارند، معمولاً بازی‌ها را روی کنسول بازی ویدئویی یا رایانه شخصی انجام می‌دهند. ۳۶٪ از گیمرهای ایالات متحده با تلفن‌های هوشمند خود بازی می‌کنند. ۴۳٪ از مصرف‌کنندگان بازی‌های ویدئویی بر این باور هستند که بازی‌ها در مقایسه با سایر اشکال رایج سرگرمی همچون فیلم‌ها یا موسیقی، بیشترین ارزش برای خرج کردن پول را دارند.
در سال ۲۰۱۱، گیمرهای آمریکایی به‌طور متوسط ۱۳ ساعت در هفته را صرف بازی‌های ویدئویی می‌کردند. در سال ۲۰۱۳، تقریباً نیمی از آمریکایی‌ها - که بیشتر از سال ۲۰۱۰ بازی می‌کردند - زمان کمتری را صرف بازی‌های رومیزی، تماشای تلویزیون، رفتن به سینما و تماشای فیلم در خانه کردند. وقتی آمریکایی‌ها بازی می‌کنند، ۶۲٪ از آنها این کار را با دیگران و به صورت بازی آنلاین یا حضوری انجام می‌دهند و احتمال بسیار دارد که فرد موصوف، به جای یکی از اعضای خانواده، صرفاً یک دوست باشد. ۵۲٪ از والدین معتقدند بازی‌های ویدئویی بخش مثبتی از زندگی فرزندشان است و ۷۱٪ از والدینی که کودکان زیر ۱۸ سال دارند، بازی را برای تحریک ذهنی یا از دیدگاه جنبه‌های آموزشی مفید می‌دانند.

## تاریخچه

### دهه ۱۹۴۰
آغاز بازی‌های ویدئویی را می‌توان از سال ۱۹۴۰ پیگیری کرد. زمانی که ادوارد کودون، فیزیکدان هسته‌ای آمریکایی، رایانه‌ای را طراحی کرد که قادر به اجرای بازی سنتی نیم بود. ۷ سال بعد، یک پیشگام تلویزیون آمریکایی به نام توماس تی. گلدسمیت جونیور یک دستگاه اسیلوسکوپ را به ثبت رساند که بازیکنان را با شلیک یک تفنگ به سمت هدف، به چالش می‌کشید.

### دهه ۱۹۵۰
در آغاز دهه ۱۹۵۰، یک آمریکایی به نام کلود شانون، دستورالعمل‌های اساسی در مورد برنامه‌نویسی رایانه‌ای را نوشت. هر چند، او ایکس او در سال ۱۹۵۲ در انگلستان خلق شد، یافته‌ها و اختراعات آمریکایی‌ها که شرح داده شد، به ایجاد آن کمک کرد. ارتش ایالات متحده با ساخت بازی هاتسپیل وارد عصر کامپیوتر شد. هاتسپیل که یک بازی جنگی در نظر گرفته می‌شود، فرماندهان ناتو و اتحاد جماهیر شوروی را در حال جنگ به تصویر می‌کشد. کامپیوتر آی‌بی‌ام ۷۰۱ برنامه‌هایی مانند بلک‌جک و چکرز را دریافت کرد. مدل بعدی آی‌بی‌ام، یک برنامه شطرنج را ارائه کرد که قادر به ارزیابی چهار حرکت رو به جلوی حریف بود. دههٔ ۱۹۵۰ همچنین شامل رونق‌گرفتن بازی تنیس فراموش‌شده‌ای بود که توسط ویلیام هگنباتوم ایجاد شده بود.

### دهه ۱۹۶۰

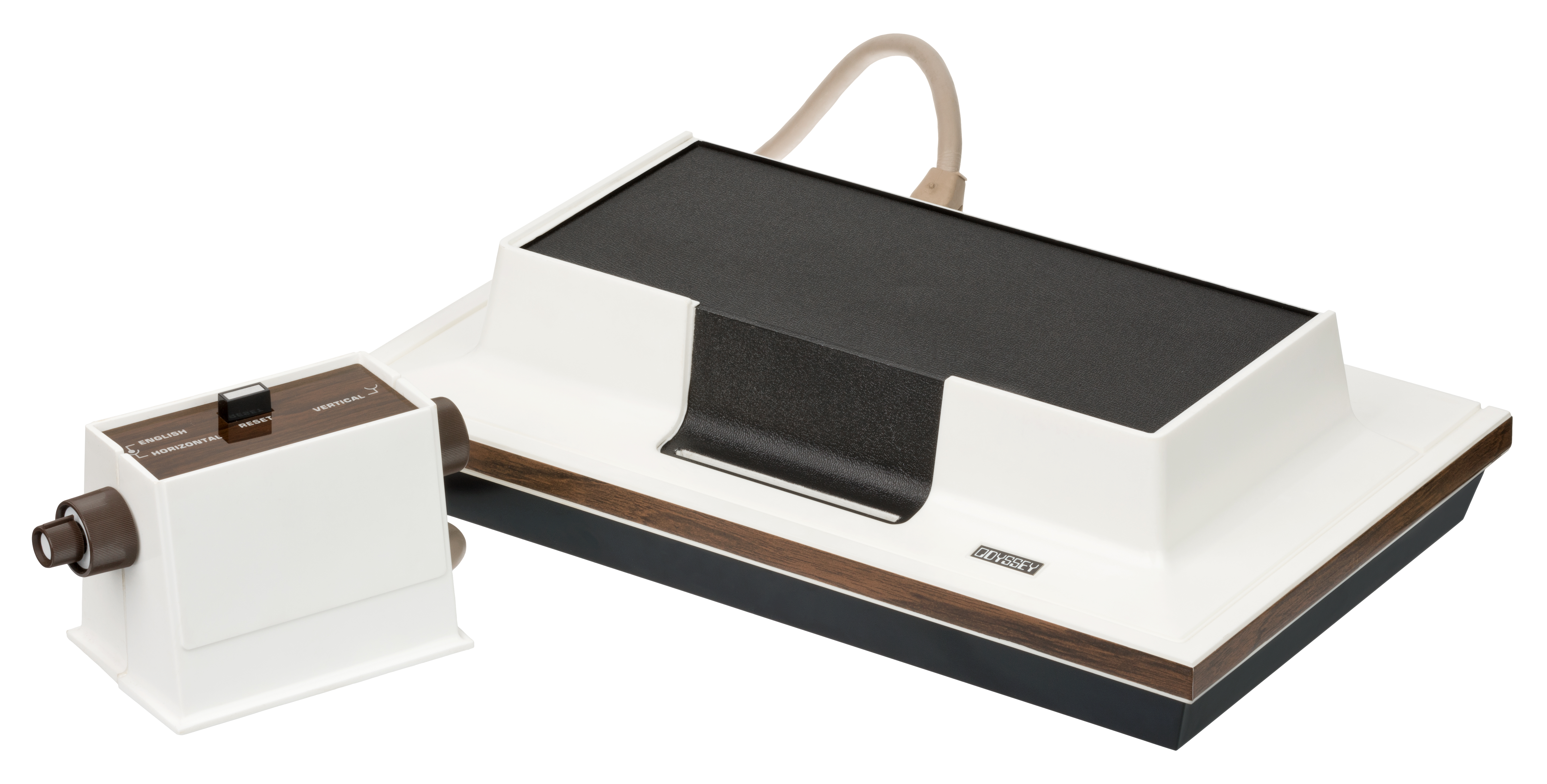
مگناوکس ادیسه اولین کنسول بازی ویدئویی بود که در دهه ۱۹۷۰ معرفی شد

ارتش در دهه ۱۹۶۰ به مشارکت در ساخت بازی‌های ویدئویی ادامه داد. اندکی پس از بحران موشکی کوبا، وزارت دفاع یک بازی جنگی به نام STAGE که شبیه‌سازی تبادل اتمی جهانی بود را ایجاد کرد. این بازی بر اساس تبلیغات سیاسی ایجاد شد که نشان دهد چگونه ایالات متحده در گرماگرم یک جنگ هسته‌ای، بر شوروی پیروز خواهد شد. ایده بازی‌های ویدئویی قابل استفاده در تلویزیون توسط رالف بائر مطرح شد و با کمک یک گروه، ساخت ۲ بازی تلویزیونی موفق در این دهه به پایان رسید. نخستین بازی تعاملی، اسپیس‌وار سبب شد تا بنیانگذاران آینده آتاری با الگوبرداری از آن، یک بازی آرکید تحت عنوان کامپیوتر اسپیس را ایجاد کنند که اولین بازی ویدئویی آرکیدی محسوب می‌گردید که تا آن زمان منتشر شده بود.

### دهه ۱۹۷۰

الکترونیک گیمز نخستین مجله بازی‌های ویدیویی در دهه ۱۹۸۰ بنیانگذاری شد.

دهه ۱۹۷۰ آغازگر تولد کنسول بازی ویدئویی بود. اولین کنسول منتشر شده، مگناوکس ادیسه نام داشت و پایه‌گذاری آتاری، تقریباً در همان زمان اتفاق افتاد و شروع توسعه پونگ بود. پس از تکمیل پونگ، این محصول به پرفروش‌ترین محصول کریسمس سال ۱۹۷۵ تبدیل شد. تکامل کنسول فوق‌العاده سریع بود. با گذشت تنها چند سال از اختراع کنسول‌ها، این دستگاه‌ها ریزپردازنده‌ها و بازی‌های مبتنی بر رام کارتریج قابل برنامه‌ریزی را دریافت نمودند که به کاربران امکان می‌داد تا بازی‌های را با تعویض کارتریج، به سادگی تغییر دهند. کنسول‌های مهمی که در این زمان عرضه شدند عبارت هستند از تل‌استار، چنل اف و آتاری ۲۶۰۰. بازی‌های آرکید نیز با بازی مهاجمان فضایی پیشرفت‌های قابل‌توجهی دریافت کردند که امکان ردیابی و نمایش امتیازات را فراهم می‌کرد. یک سال بعد، بازی آسترویدز بر اساس این ایده ساخته شد.

### دهه ۱۹۸۰
پیشرفت‌های تکنولوژی در اواخر دهه ۱۹۷۰ منجر به معرفی اینتلی‌ویژن در سال ۱۹۸۰ شد که دارای گرافیک بازی ویدئویی بهتر و البته، قیمت بسیار بالاتری بود. در طی ۲ سال، کمودور ۶۴ بازار را تکان اساسی داد و نه تنها قدرتمندترین کنسول ارائه شده تا آن زمان محسوب می‌گردید بلکه ارزان‌تر از سایرین هم بود. با کاهش قیمت‌ها، محبوبیت بازی‌های ویدئویی همچنان رو به رشد بود و اولین مجله بازی‌های ویدیویی به نام الکترونیک گیمز در همین دهه به چاپ رسید. با این حال، تلاش‌ها برای تقلید از موفقیت آتاری ۲۶۰۰ بازار را تا حد نساب، به اشباع رساند و سقوط تب بازی‌های ویدئویی در سال ۱۹۸۳، این صنعت را به تقریب تا مرز نابودی کشاند. در مقطعی که این صنعت در زادگاه خودش رو به اضمحلال بود، نینتندو ژاپنی توانست با موفقیت، سیستم سرگرمی نینتندو را در سال ۱۹۸۵ در ایالات متحده راه‌اندازی نماید. با معرفی نسل سوم و نسل چهارم کنسول‌های خانگی همچون سگا مستر سیستم، گیم بوی، سگا مگا درایو و آتاری ۷۸۰۰ بازار بازی‌های ویدئویی دوباره احیا شد. توربوگراف‌اکس-۱۶ با پردازنده ۸ بیتی و ۲ پردازندهٔ گرافیکی ۱۶ بیتی که توانایی نمایش ۴۸۲ رنگ از مجموع پالت ۵۱۲ تایی را داشت، ضمن پشتیبانی از گرافیک ۳ بعدی و همچنین امکان پشتیبانی از لوح فشرده به جای رام کارتریج، اوج شکوفایی این دوره بود.

### دهه ۱۹۹۰

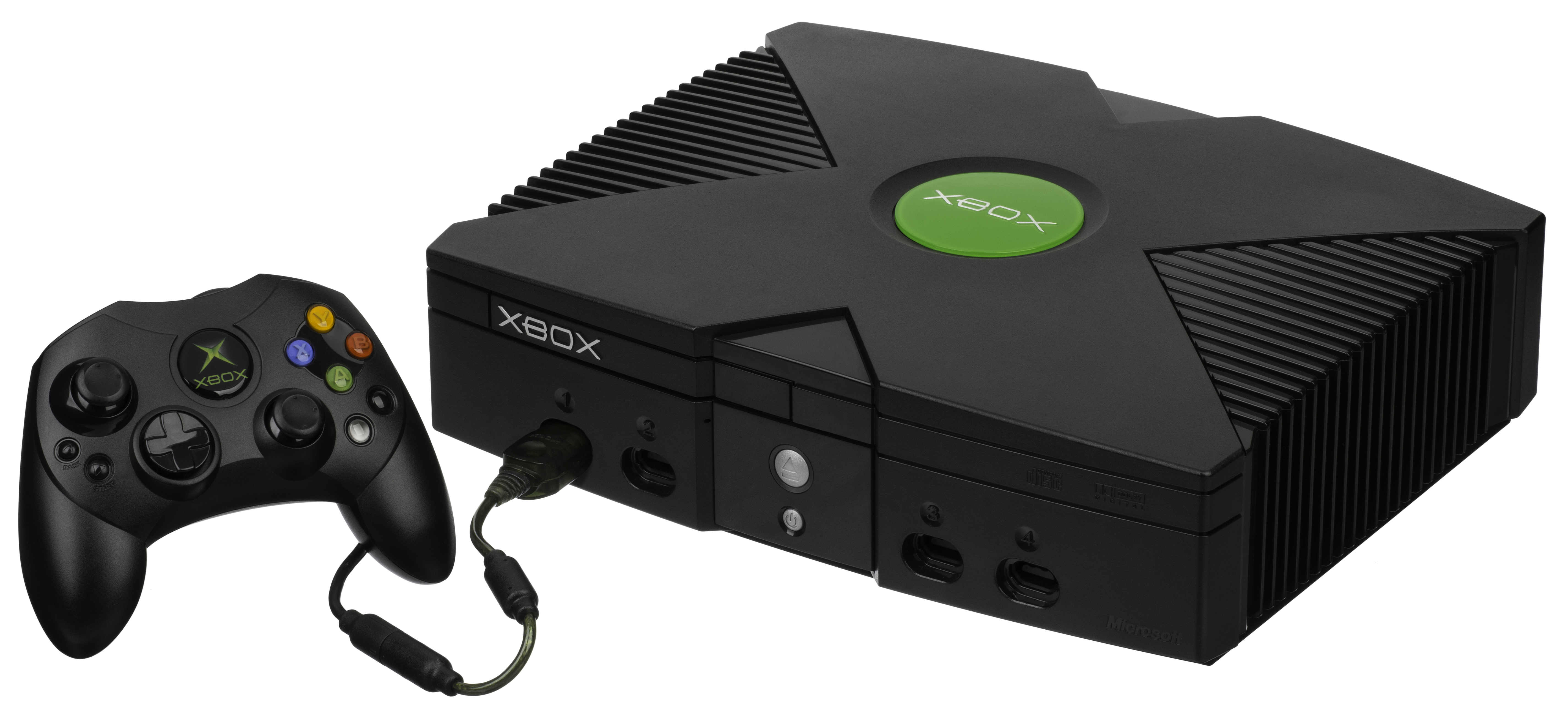
نخستین کنسول مایکروسافت با نام ایکس‌باکس در دهه ۲۰۰۰ معرفی شد.

در دهه ۱۹۹۰، بازار شاهد معرفی سوپر نینتندو، پلی‌استیشن، نینتندو ۶۴، تاماگوچی و دریم‌کست بود که فروش و استقبال چشمگیر از آنها، باعث احیای صنعت آسیب‌دیدهٔ بازی‌های ویدئویی گردید. در طول این دهه، پلی‌استیشن به لطف فروش ۲۰ میلیون دستگاه، محبوب‌ترین کنسول در نظر گرفته شد. در سال ۱۹۹۳، اولین بحث و مناقشهٔ جدی در رابطه با لزوم توجه به صنعت بازی‌های ویدیویی آغاز شد که تمرکز آن بر خشونت موجود در این بازی‌ها بود. این مناقشات، انگیزه‌ای شد برای سناتور جو لیبرمن در راستای ممنوع کردن همهٔ بازی‌هایی که به نحوی، خشونت را ترویج و اشاعه می‌دادند. حاصل و خروجی چنین بحث‌ها و مناقشات، باعث شکل‌گیری ای‌اس‌آربی در سال ۱۹۹۴ گردید که به بررسی و رده‌بندی سنی بازی‌های ویدئویی می‌پرداخت. تقریباً از همان زمان و تا امروز، به همهٔ بازی‌ها رتبه‌بندی سنی متناسب با محتوای بازی اعطا می‌گردد که بر روی بسته‌بندی‌ها چاپ می‌شود.

### دهه ۲۰۰۰

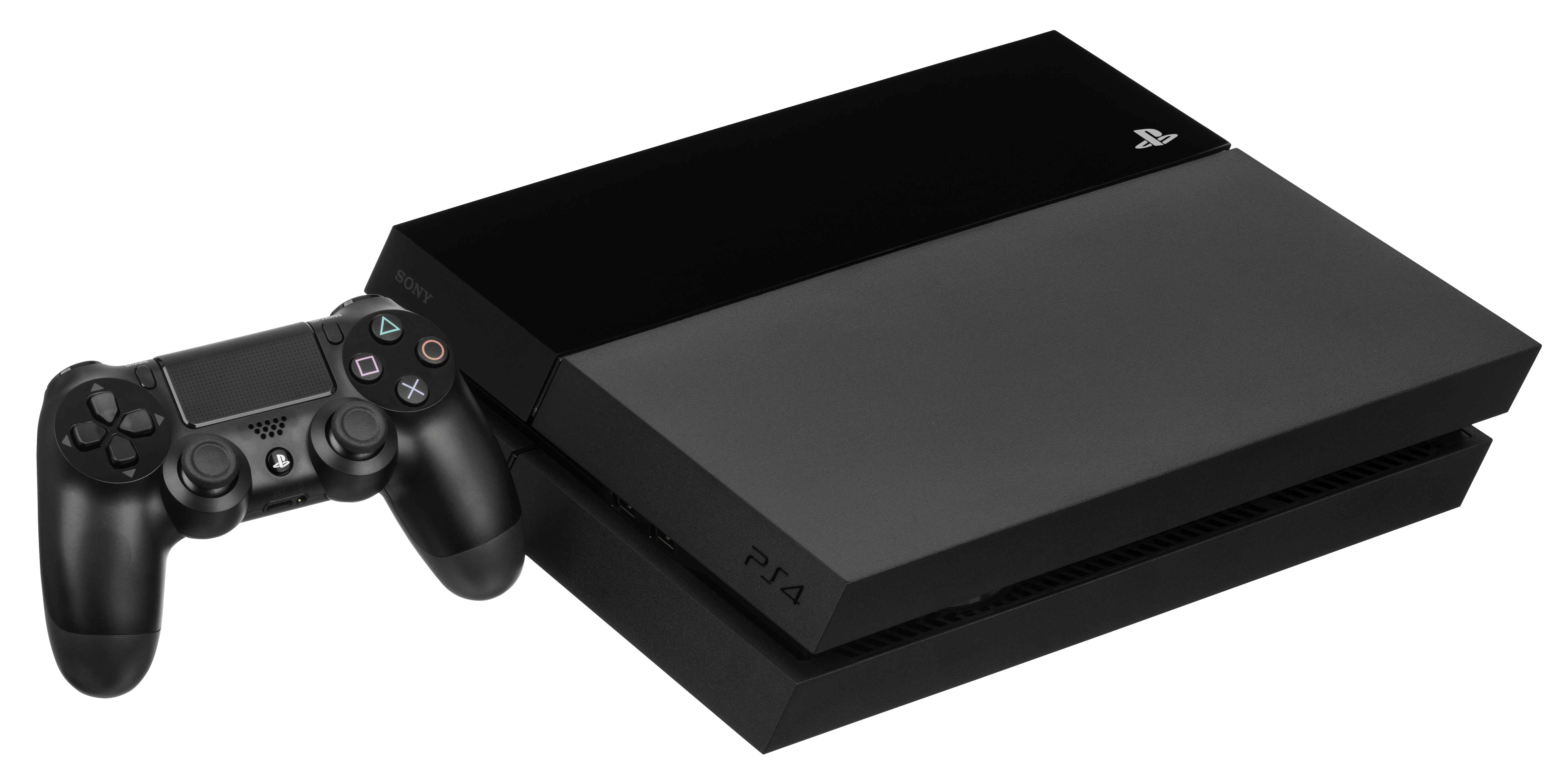
طراح اصلی سخت‌افزار پلی‌استیشن ویتا، پلی‌استیشن ۴ و پلی‌استیشن ۵، مارک سرنی آمریکایی است.

دهه ۲۰۰۰ میلادی، محبوبیت بیشتری برای سونی به ارمغان آورد. پلی‌استیشن ۲، آنچنان مورد تقاضای مصرف‌کنندگان آمریکایی قرار گرفت که در واقع، در دسترس‌بودن این کنسول برای خرید - در همان چند محمولهٔ اول - بر فروش خیره‌کنندهٔ آن اثرگذار بود. پلی‌استیشن ۲، همچنان رکورددار پرفروش‌ترین کنسول تمام دوران در ایالات متحده است. مایکروسافت و نینتندو نیز با عرضهٔ کنسول‌های نسل ششم و نسل هفتم خود و به ترتیب با ایکس‌باکس و گیم‌کیوب، شاهد چنین محبوبیتی هم بودند. در دسترس بودن مکفی اینترنت، اتصال آنلاین را بر روی کنسول‌ها - به منظور انجام بازی‌های چند نفره - امکان‌پذیر نمود که البته، ویترین‌های اختصاصی فروشگاه‌های دیجیتال را به منظور ارائه بازی‌های ویدئویی رونق داد. این موضوع همچنین باعث رشد بازار بازی‌های مستقل شد و در همین دهه، کوچ این دسته از بازی‌ها از رایانه‌ها به کنسول‌ها گسترش یافت. بازی‌های مجهز به کنترل حرکتی که توسط وی رایج شدند، در همین دوره محبوبیت بیشتری یافتند. بر طبق تخمین‌های تحقیقات رسانه‌ای نیلسن، تقریباً ۴۵/۷ میلیون خانوار ایالات متحده در سال ۲۰۰۶ یک دستگاه کنسول بازی ویدئویی خانگی اختصاصی داشتند.

### دهه ۲۰۱۰
در دهه ۲۰۱۰، یک تغییر و جهش بزرگ به سمت بازی‌های معمولی و موبایلی در تلفن‌های هوشمند و تبلت قابل‌توجه شد و زنان بیشتر و افراد مسن‌تری به عنوان گیمر جذب شدند. در همین مقطع، مفهوم بازی، با یک پشتیبانی متداوم، به گرایشی درآمدزا برای توسعه‌دهندگان و ناشران تبدیل شد تا پس از انتشار یک بازی، سود طولانی‌مدت داشته باشند. هر سه سازندهٔ اصلی کنسول، کنسول‌های نسل بعدی که نسل هشتم کنسول‌های بازی ویدئویی محسوب می‌گردید را عرضه کردند؛ ایکس‌باکس وان، پلی‌استیشن ۴، وی یو و نینتندو سوئیچ در همین نسل ارائه شدند. پیشرفت‌های عمده در بازی‌های واقعیت ترکیبی - هم واقعیت مجازی و هم واقعیت افزوده - در طول دهه ۲۰۱۰ به همراه کاهش هزینهٔ سخت‌افزار مورد نیاز، باعث شد تا اینگونه بازی‌ها محبوبیت بیشتری پیدا کنند. ورزش‌های الکترونیک پس از محبوبیت اولیه در کشورهای آسیای شرقی، به یک بازار مهم و پر طرفدار در ایالات متحده تبدیل شدند. طبق تفهیم‌نامه سالانه انجمن نرم‌افزار، در سال ۲۰۱۵ میلادی، ۵۱٪ از خانواده‌های ایالات متحده، یک کنسول بازی ویدئویی خانگی اختصاصی داشتند.

### دهه ۲۰۲۰
در این دهه، مایکروسافت و سونی، جانشین‌های خود برای نسل هشتم را به ترتیب با نام‌های ایکس‌باکس سری اکس و سری اس و پلی‌استیشن ۵ را در نوامبر ۲۰۲۰ معرفی کردند. هر دو سیستم ارائه‌شده در زمان معرفی، مجهز به گرافیک با کیفیت بالا، رهگیری پرتو بی‌درنگ و بازی ابری بودند. این در حالی بود که نینتندو در ابتدای این دهه، همچنان به ارائه نینتندو سوئیچ ادامه داد. دنیاگیری کووید-۱۹ و مقررات قرنطینهٔ متعاقب آن، خانه‌نشینی مردم را به همراه داشت و همین موضوع سبب شد تا مردم، بازی‌های ویدئویی را به عنوان معقول‌ترین سرگرمیِ در دسترس انتخاب نمایند. پیامد این موضوع، رونق کم‌سابقهٔ فروش در سراسر سال ۲۰۱۹ تا ۲۰۲۱ بود. گروه ان‌پی‌دی در آن مقطع گزارش داد که فروش بازی‌های ویدئویی در آمریکای شمالی در ماه مارس ۲۰۲۰ نسبت به مارس ۲۰۱۹ میلادی، حدود ۳۴٪ افزایش داشته‌است و در همین رابطه، سخت‌افزار بازی‌های ویدئویی نیز شاهد ۶۳٪ افزایش فروش بود. شرکت‌های بازی‌سازی به این رویداد به عنوان فرصتی برای گسترش کارهایی که می‌توانستند برای سرگرمی بیشتر انجام دهند نگاه می‌کردند و بنابراین، اپیک گیمز میزبان اولین و دومین کنسرت زنده درون بازی فورتنایت بود؛ کنسرت اول با مارشملو و کنسرت دوم با تراویس اسکات بود که بیش از ۱۲ میلیون بازدید همزمان از جانب بازیکنان داشت.

## انتقادات
در حالی که ظهور بازی‌های چند نفره آمریکایی، صنعت بازی‌های ویدئویی جهانی را با رشد قابل‌توجه مواجه کرد، با این همه، بسیاری از روزنامه‌نگاران و گیمرهای بازی‌های ویدئویی به شدت از برخی تصمیم‌ها و تغییرهای ایجادشده توسط شرکت‌های آمریکایی مانند اضافه‌شدن ریزتراکنش در بازی‌های ویدئویی انتقاد کرده‌اند. پس از انتشار و موفقیت عظیم بازی‌هایی همچون افسانه زلدا: نفس وحش در سال ۲۰۱۷، الدن رینگ در سال ۲۰۲۲ و بالدورز گیت ۳ در ۲۰۲۳، شکایت‌هایی مبنی بر اینکه صنعت بازی آمریکا به شدت از قافله عقب مانده‌است و برخلاف شرکت‌های بازی‌سازی اروپایی و ژاپنی، سرمایه‌گذاری مکفی بر روی نوآوری‌های اینچنین انجام نمی‌دهد بالا گرفت.

## ناشران بازی‌های ویدئویی
برخی از بزرگ‌ترین شرکت‌های بازی ویدئویی جهان در ایالات متحده مستقر هستند. تنها در کالیفرنیا، ۴۴۴ ناشر بازی، توسعه‌دهنده و شرکت سخت‌افزاری وجود دارد.

### سونی اینتراکتیو انترتینمنت
سونی اینتراکتیو انترتینمنت، زیرمجموعهٔ بازی‌ها و بازوی فعال انتشار بازی‌های ویدئویی سونی است که یک کورپوریشن چندملیتی ژاپنی می‌باشد. دفتر مرکزی آن در سان ماتیو، کالیفرنیا و دلاور (ایالت) ثبت شده‌است. این تیم، رهبر اجرایی خود را دارد. در سال ۲۰۱۶، گروه سونی دفتر مرکزی را از توکیو به کالیفرنیا منتقل کرد. سونی اینتراکتیو انترتینمنت با بیش از ۴۰۰۰ توسعه‌دهنده به همراه ۱۹ استودیو بازی‌سازی، یکی از بزرگ‌ترین شرکت‌های بازی‌ساز ویدئویی در جهان است. در سال ۲۰۲۲، این شرکت سرمایه‌گذاری عمده‌ای در ایالات متحده انجام داد و بانجی را به مبلغ ۳/۷ میلیارد دلار خریداری کرد. سونی اینتراکتیو انترتینمنت مالک استودیوهای بازی ویدئویی محبوب آمریکایی همچون ناتی داگ، استودیو سنتا مونیکا، اینسامنیاک گیمز، ساکر پانچ پروداکشنز و همچنین دارای حق‌امتیاز خدای جنگ، آخرین بازمانده از ما و آنچارتد است. بازی خدای جنگ: رگناروک توانست در عرض ۱ هفته، ۵/۱ میلیون و در عرض ۲ ماه، ۱۱ میلیون نسخه فروش داشته باشد که همین موضوع، این بازی را تبدیل به سریع‌ترین فروشِ بازی اول شخص در تاریخ پلی‌استیشن نموده‌است. در سال ۲۰۲۳، مرد عنکبوتی ۲ نیز با فروش ۲/۵ میلیون نسخه فروش در ۲۴ ساعت، تبدیل به رکورددار سریع‌ترین فروش بازی اول‌شخص پلی‌استیشن شد.

### تیک-تو اینتراکتیو
در سپتامبر ۱۹۹۳، رایان برانت، شرکت هلدینگ بازی‌های ویدئویی آمریکایی تیک-تو اینتراکتیو را در شهر نیویورک تأسیس کرد. راک‌استار گیمز و ۲کی شرکت‌های انتشاراتی مهمی هستند که متعلق به تیک-تو اینتراکتیو می‌باشند و هر دو شرکت، دارای تیم‌های تولید بازی داخلی هستند. تیک-تو، شرکت تابعه پرای‌وِت دیویژن را برای کمک به توسعه‌دهندگان مستقل تأسیس کرد. در راستای همین کسب‌وکارها، گوست استوری گیمز بنیان‌گذاری و جانشین ایرشنال گیمز - شرکت سابق ۲کی - گردید. این شرکت برای تثبیت خود در بازار بازی‌های موبایل، شرکت‌های سوشال‌پوینت، نوردیوس و پلی‌دوتس را خریداری کرد. علاوه بر این، این شرکت ۵۰٪ از ورزش‌های الکترونیک ان‌بی‌ای ۲کی را تحت کنترل دارد. در سال ۲۰۱۳، اتومبیل‌دزدی بزرگ ۵ محبوب‌ترین بازی این شرکت بازی‌سازی بود که در عرض ۲۴ ساعت پس از انتشار، ۱۱/۲۱ میلیون نسخه از آن فروخته شد و در مجموع، بیش از ۸۱۵ میلیون دلار برای شرکت، عایدی داشت. این در حالی بود که سه روز پس از عرضه بازی و درست زمانی که فروش بازی از ۱ میلیارد دلار گذشت، توانست رکورد سریع‌ترین فروش محصول سرگرمی در تاریخ را به نام خود به ثبت برساند. مجموعه ترکیبی تیک-تو دارای حق‌امتیاز بازی‌هایی همچون مجموعه بایوشاک، مجموعه بوردرلند، اتومبیل‌دزدی بزرگ، ان‌بی‌ای ۲کی، مکس پین و رد دد است. در سال ۲۰۲۲ میلادی، تیک-تو اینتراکتیو شرکت بازی‌های ویدئویی موبایل زینگا اینک را نیز به قیمت ۱۲/۷ میلیارد دلار خریداری کرد.

### الکترونیک آرتس
الکترونیک آرتس بزرگ‌ترین ناشر مستقل بازی‌های ویدئویی جهان از دیدگاه درآمد و ارزش بازار است. توسعه‌دهنده بازی‌های ویدئویی آمریکایی الکترونیک آرتس در شهر ردوود سیتی، کالیفرنیا مستقر است. تریپ هاوکینز، از کارمندان اپل، این کسب‌وکار را در مه ۱۹۸۲ راه‌اندازی و تأسیس کرد که به عنوان پیشگام بازار بازی‌های خانگی اولیه شناخته می‌شود. این شرکت از طراحان و برنامه‌نویسان پشت بازی‌های خود تحت عنوان هنرمندان نرم‌افزار یاد می‌کرد. الکترونیک آرتس با ۱۲۹۰۰ توسعه‌دهندهٔ بازی‌های ویدئویی، یکی از بزرگ‌ترین ناشران بازی‌های ویدئویی در جهان محسوب می‌شود. رسپاون انترتینمنت، بایوور، ئی‌ای دایس، پاپ‌کپ گیمز تنها برخی از پروژه‌های پژوهشی زیر نظر الکترونیک آرتس هستند. همراه با موفقیت این شرکت و مجموعه بازی‌هایی همچون فیفا، ان‌اچ‌ال، ان‌بی‌ای، مدن ان‌اف‌ال، عصر اژدها، تأثیر فراگیر، فضای مرده و جنگ ستارگان جدای: محفل سرنگون، باعث شد تا الکترونیک آرتس به یکی از بزرگ‌ترین شرکت‌های بازی‌های ویدئویی در جهان تبدیل شود.

### مایکروسافت گیمینگ
بخش بازی‌های ویدئویی و سرگرمی دیجیتال آمریکایی/چند ملیتی مایکروسافت است. مایکروسافت گیمینگ، کنسول‌ها و سرویس‌های بازی ویدیویی را تحت نام تجاری ایکس باکس تولید می‌کند. علاوه بر نظارت تولید، همچنین بر روی توسعه بازی، انتشار، تحقیق و توسعه، فروش (سخت‌افزار، نرم‌افزار و خدمات) ایکس‌باکس و ۳ شرکت تابعه (ناشران بازی) در سراسر جهان مدیریت دارد. این ۳ شرکت تابعه عبارت هستند از ایکس‌باکس گیم استودیوز، زنی‌مکس مدیا (بتزدا سافت‌ورکز به عنوان ناشر فعالیت می‌کند) و اکتیویژن بلیزارد (وظایف انتشار که میان اکتیویژن، بلیزارد انترتینمنت و کینگ.کام تقسیم می‌شود) هر کدام از این ناشران، بازی‌ها را تحت برچسب‌های مربوط به خود منتشر می‌کنند. مایکروسافت گیمینگ در سال ۲۰۲۲ و همزمان با اعلام برنامه‌های مایکروسافت برای خرید اکتیویژن بلیزارد، بنیان نهاده شد تا بتواند همهٔ گروه‌های بازی مایکروسافت را در یک بخش متحد و متمرکز کند. با تکمیل روند خرید اکتیویژن بلیزارد در سال ۲۰۲۳، مایکروسافت گیمینگ به سومین شرکت بزرگ ناشر بازی در سطح جهان از دیدگاه درآمد و بزرگ‌ترین استخدام‌کننده (کارفرما) بازی‌سازهای ویدئویی در جهان تبدیل شده‌است.مالکیت فکری متعلق به این شرکت شامل برخی از محبوب‌ترین، پرفروش‌ترین و پر درآمدترین فرنچایز چندرسانه‌ای در تمام دوران است که شامل؛ ندای وظیفه، ماینکرفت (فرنچایز)، هیلو (مجموعه بازی)، وارکرفت، الدر اسکورولز و کندی کراش ساگا می‌باشد.

## واژگان
1. ↑  Video game
2. ↑  Video game industry
3. ↑  World Economic Forum
4. ↑  Sony Interactive Entertainment
5. ↑  Microsoft Gaming
6. ↑  Xbox Game Studios
7. ↑  Bethesda Softworks
8. ↑  Activision Blizzard
9. ↑  Electronic Arts
10. ↑  Take-Two Interactive
11. ↑  Epic Games
12. ↑  Valve Corporation
13. ↑  Warner Bros. Interactive Entertainment
14. ↑  Riot Games
15. ↑  E3 Media and Business Summit
16. ↑  BlizzCon
17. ↑  QuakeCon
18. ↑  Summer Game Fest
19. ↑  PAX (event)
20. ↑  Edward Condon
21. ↑  Thomas T. Goldsmith, Jr
22. ↑  Claude Elwood Shannon
23. ↑  OXO
24. ↑  William Higinbotham
25. ↑  Cuban Missile Crisis
26. ↑  Ralph H. Baer
27. ↑  Spacewar!
28. ↑  Atari
29. ↑  Arcade game
30. ↑  Computer Space